# كاتدرائية القديسين غريغوريوس المنور والياس النبي للأرمن الكاثوليك
كاتدرائية القديس إلياس وسانت غريغوري المنور (بالأرمنية: Սուրբ Եղիա – Սուրբ Գրիգոր Լուսաւորիչ եկեղեցի)‏ هي كاتدرائية الكنيسة الكاثوليكية الأرمنية تقع في ساحة دباس في وسط العاصمة اللبنانية بيروت، وقد مول بنائها البابا بيوس الحادي عشر في 1928.
تعكس بنية الكاتدرائية بعض التغييرات من العمارة الأرمنية التقليدية المستوحاة من فن روما.